# 闽粤石楠
闽粤石楠（学名：Photinia benthamiana），为蔷薇科下的一个植物种。

## 别名
边沁石斑木（广州植物志）

## 变种
- 闽粤石楠倒卵叶变种（学名：Photinia benthamiana var. obovata）为蔷薇科石楠属下的一个变种。
- 闽粤石楠柳叶变种（学名：Photinia benthamiana var. salicifolia）为蔷薇科石楠属下的一个变种。